# Stationärer Zustand (Quantenmechanik)
Ein stationärer Zustand {\displaystyle |\psi \rangle }  ist in der Quantenmechanik eine Lösung der zeitunabhängigen Schrödingergleichung. Er ist ein Eigenzustand des Hamiltonoperators {\displaystyle H} des betrachteten physikalischen Systems. Seine Energie {\displaystyle E} ist ein Eigenwert dieses Operators. In Dirac-Notation gilt damit für den stationären Zustand die Gleichung:
{\displaystyle H|\psi \rangle =E|\psi \rangle .}
In Ortsdarstellung hat ein stationärer Zustand die Form:
{\displaystyle \langle \mathbf {r} |\psi \rangle =\psi (\mathbf {r} ,t)=\psi (\mathbf {r} ,t=0)\cdot \exp \left({-{\frac {\mathrm {i} }{\hbar }}Et}\right)}
mit
- {\displaystyle \psi ()}, der Wellenfunktion und
- {\displaystyle \mathbf {r} }, dem Ortsvektor.

Das Betragsquadrat {\displaystyle \textstyle |\langle \mathbf {r} |\psi \rangle |^{2}} (die für physikalische Messungen ausschlaggebende Wahrscheinlichkeitsverteilung) der Wellenfunktion ist somit unabhängig von der Zeit {\displaystyle t}.
Allgemeiner werden als stationäre Zustände eines (nicht notwendigerweise abgeschlossenen) Quantensystems die Zustände bezeichnet, für die die Dichtematrix {\displaystyle {\hat {\rho }}} des Systems zeitlich konstant ist. Dies schließt die oben genannten Eigenzustände, für diese gilt
{\displaystyle {\frac {\partial {\hat {\rho }}}{\partial t}}={\frac {\mathrm {i} }{\hbar }}\left[{\hat {\rho }},{\hat {H}}\right]=0}
ebenso ein, wie die stationären Zustände offener Quantensysteme, deren Dynamik durch eine Lindblad-Mastergleichung
{\displaystyle {\frac {\partial {\hat {\rho }}}{\partial t}}={\frac {\mathrm {i} }{\hbar }}{\mathcal {L}}(\rho )}
gegeben ist und für die die Zustände im Kern des Liouville-Operators {\displaystyle {\mathcal {L}}} stationär sind, d. h. die Zustände {\displaystyle \rho _{\mathrm {s} }} mit {\displaystyle {\mathcal {L}}(\rho _{\mathrm {s} })=0}.